# 槃头郡
槃头郡，中国古代行政区划名。北魏置，治所在苌举县（今陕西省略阳县西北、嘉陵江西长峰南）。属东益州。辖境约今陕西省略阳县西北一带。北周武帝时废。 